# 龍巖糖廠

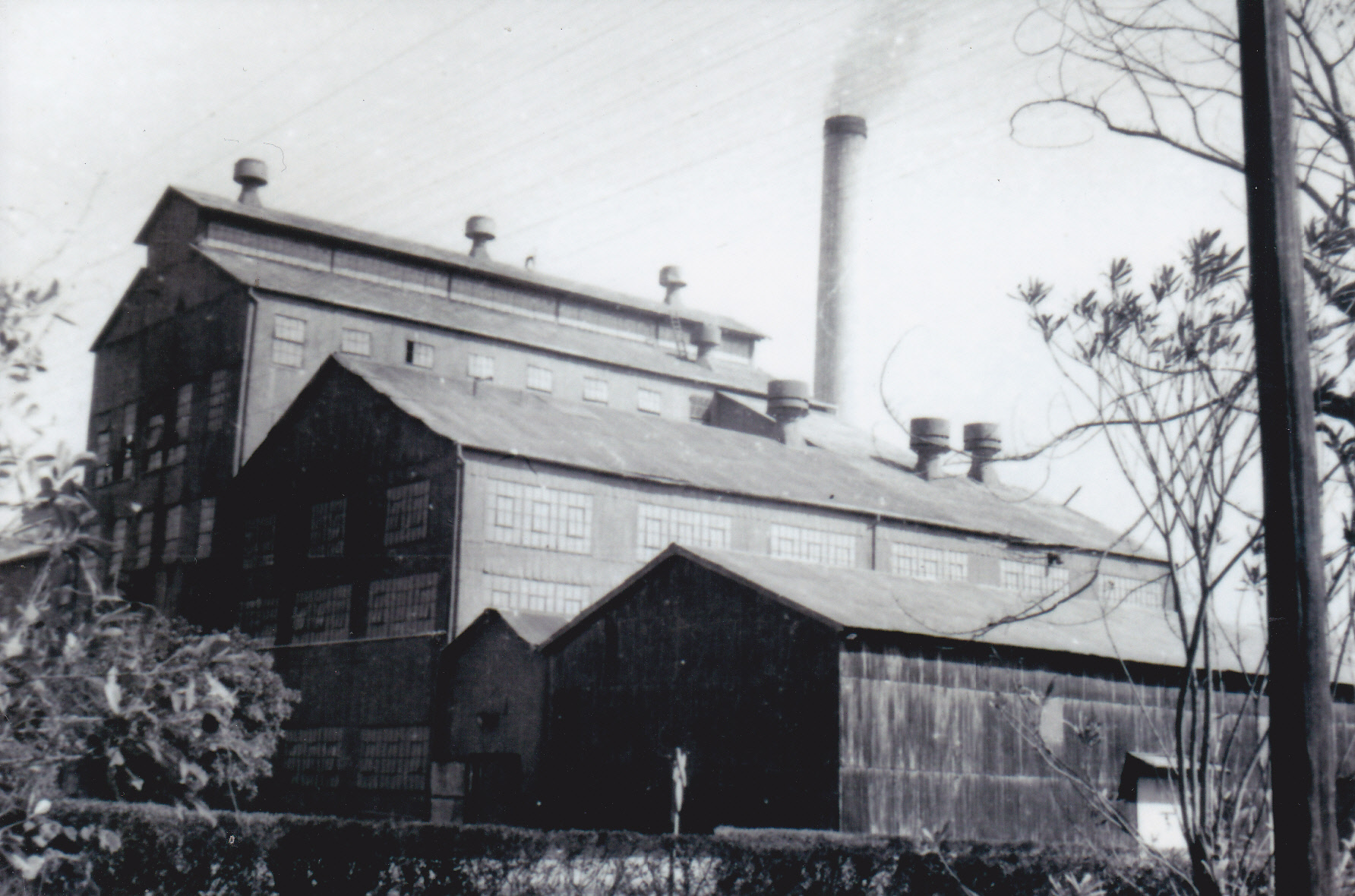
龍巖糖廠

龍巖糖廠為臺灣一座曾經存在的製糖工廠，故址位於今雲林縣褒忠鄉，是日治時期最晚建立，而戰後時期最早撤廢的糖廠。

## 簡史
日治時期的昭和八年（1933年），大日本製糖（簡稱日糖）於臺南州虎尾郡土庫西北角興建新製糖工場龍巖製糖所，1935年正式投入營運，是日治時期建立的最後一所糖業工廠:26。每日可以壓榨1600公噸的甘蔗。戰後屬於臺灣糖業公司（簡稱台糖）第一分公司，改稱龍巖糖廠，1950年改行總廠制時隸屬虎尾總廠。1967年（民國56年）7月:27因效益不高，除原料課以外皆併入虎尾總廠，次年龍巖糖廠被台糖公司撤銷，為戰後最早撤廢的糖廠。

## 廠區

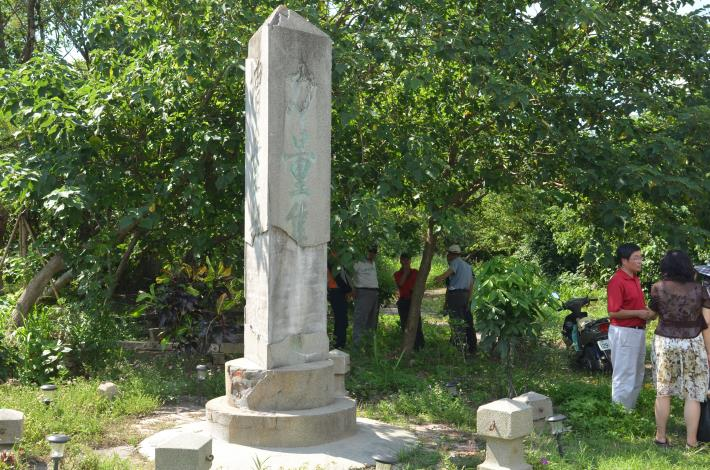
僅存2座殘破的紀念碑之一

龍巖糖廠附近為沙丘地形，北面地平，常因東北季風風沙，導致居民罹患眼疾。日糖在附近進行綠化，種植木麻黃以防風，並興建招待所、宿舍、學校、神社:26-29，以及車站、球場、電影院、郵局、理髮廳等建築。宿舍區可分為三大部分：臥龍山麓到龍溝（今有才寮大排）邊為「頂溝」，是日本人宿舍區；龍溝以南稱為「下溝」，並以聯外道路為界，東邊為普通職員宿舍，西邊為工人宿舍。:26-29
目前廠區多為農地，僅存2座殘破的紀念碑和車站一小部分殘跡。工廠廠區今由中央廣播電臺褒忠分臺使用；廠區內的學校即為雲林縣褒忠鄉龍巖國民小學:72。

### 臥龍山

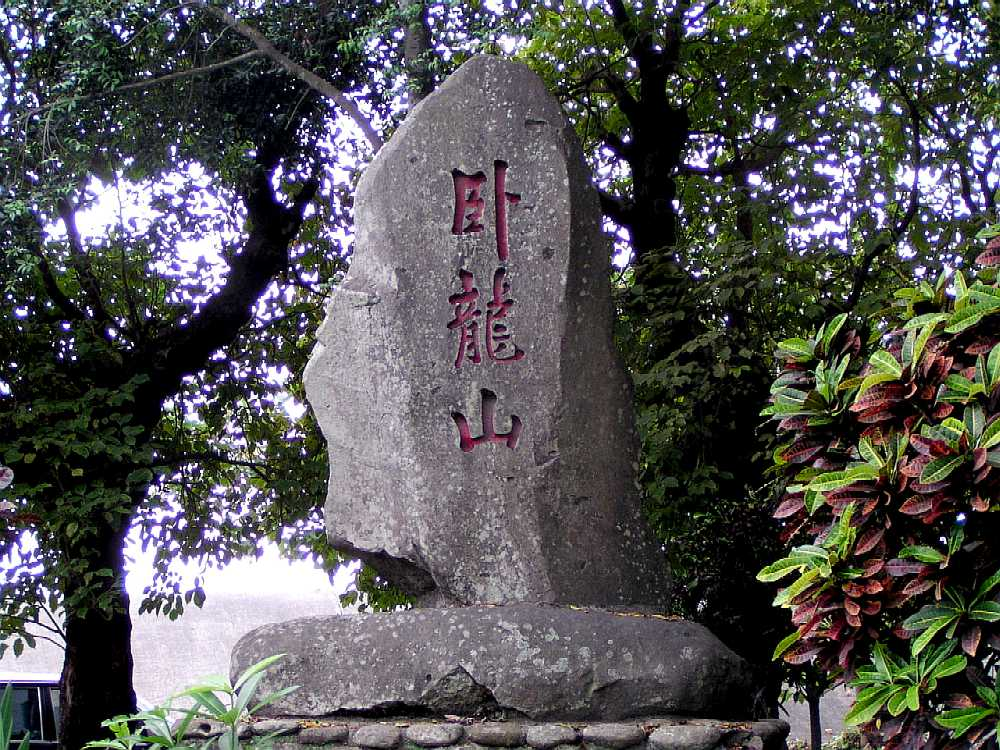
臥龍山石碑

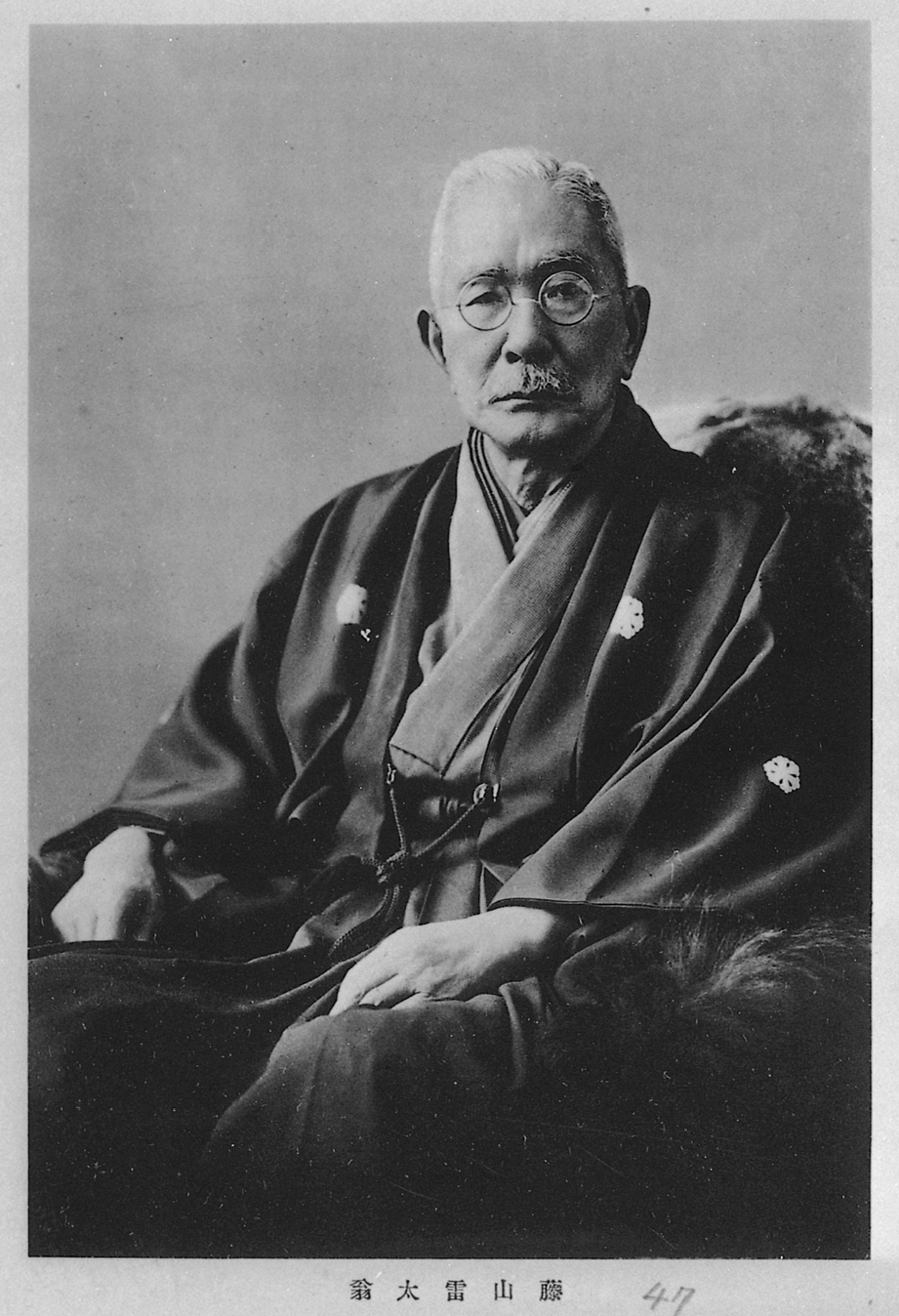
藤山雷太肖像

臥龍山即原「大坪山」，由日糖前社長藤山雷太命名。山上原有一塊石碑，正面刻「臥龍山」三字，背面刻「昭和十年十月十八日藤山雷太命名」:30，龍巖糖廠裁撤後移往虎尾鎮同心公園放置，臺糖曾考慮再移回原處，但尚處討論階段。後來，為建設中山高速公路，臥龍山土方被運到斗南作為中山高地基，只剩下一小段小丘留在龍巖國小校內:35。

### 行政區劃
戰後時期，廠區獨立設置褒忠鄉糖廠村，1975年才併入田洋村。:104

## 員工與組織
戰後初期統計資料，龍巖糖廠職員有125人，工人458人，合計約580人，尚不包含臨時工。龍巖糖廠僅營運32年，卻已帶動地方發展，當時鄰近職員眷舍區域人口超過三萬人，國民學校約有3,000名學生。地方耆老陳勳認為：「糖廠……對褒忠進步幫助很大。」:27

### 廠方組織
龍巖製糖所組織以所長為首，下有庶務、工務、農務及鐵道四課。歷任所長如下：:29
| 姓名     | 學歷               | 在職時間      | 備註                                                 |
| -------- | ------------------ | ------------- | ---------------------------------------------------- |
| 林竹松   | 東京帝大農化科畢業 | 1935年–1939年 | 就任前為烏日製糖所所長；卸任後擔任日糖監察役         |
| 橋本德二 | 東京帝大農化科畢業 | 1939年–1942年 | 就任前為北港製糖所工務主任；卸任後擔任北港製糖所所長 |
| 淺井長康 | 無記載。           | 1942年–1945年 | 中華民國接管臺灣，淺井被遣返日本。                   |